# Карабкін Ярослав Станіславович
Ярослав Станіславович Карабкін (нар. 29 березня 1982, Вишневе, Києво-Святошинський район, Київська область, Українська РСР) — український футболіст, захисник та півзахисник.

## Клубна кар'єра
Вихованець київського «Динамо», кольори якого захищав у ДЮФЛУ. Дорослу футбольну кар'єру розпочав 18 червня 1998 року в третій динамівській команді, а 26 червня 1999 року провів свій перший поєдинок за «Динамо-2» (Київ). На початку 2002 року відправився в оренду до ужгородського «Закарпаття», де виступав півтора сезони. Влітку 2002 року перейшов до київського «Арсеналу», проте й тут основним гравцем не став. Грав в оренді за «Борисфен» та ЦСКА. У січні 2004 року знову відправився в оренду до «Закарпаття». Потім через велику кількість травм змушений був завершити кар'єру професіонального футболіста. Грав за ВІН (Вишневе), з яким тричі вигравав чемпіонат Києво-Святошинського району. Потім працював арбітром, тренером та футбольним функціонером у футбольних змаганнях Киво-Святошинського району та в районній федерації футболу відповідно.
В даний час займається власним бізнесом.

## Кар'єра в збірній
У 2001 році виступав за юнацьку збірну України у фінальній частині чемпіонату Європи U-18 у Фінляндії.

## Досягнення

### Клубні
- Перша ліга чемпіонату України
  -  Чемпіон (2): 1999, 2000
  -  Срібний призер (1): 2001